# Broussey-en-Blois
Broussey-en-Blois ist eine französische Gemeinde mit 57 Einwohnern (Stand 1. Januar 2022) im Département Meuse in der Region Grand Est (bis 2015 Lothringen); sie gehört zum Arrondissement Commercy und zum Gemeindeverband Communauté de communes de Commercy-Void-Vaucouleurs. 

## Geografie
Broussey-en-Blois liegt rund 26 Kilometer westsüdwestlich der Stadt Toul im Süden des Départements Meuse. Die Gemeinde befindet sich wenige Kilometer südlich der Route nationale 4 mit dem nächsten Anschluss in Void-Vacon. Der Ort liegt westlich der Méholle und des Rhein-Marne-Kanals. Weite Teile des Gemeindegebiets sind bewaldet (Bois le Poil und le Haut Bois).   
Nachbargemeinden sind Naives-en-Blois im Norden, Sauvoy im Osten, Villeroy-sur-Méholle im Südosten, Mauvages im Süden sowie Bovée-sur-Barboure im Westen.

## Geschichte
Wie alle Orte der Gegend litt Broussey-en-Blois im Mittelalter unter Konflikten. Die schlimmsten Verwüstungen richteten der Hundertjährige Krieg und der Dreißigjährige Krieg an. Der Name der heutigen Gemeinde wurde im Jahr 1354 unter dem Namen Broucey erstmals in einem Dokument erwähnt. Im Mittelalter gehörte der Ort zur Barrois mouvant und war Teil der Champagne. 
Broussey-en-Blois gehörte von 1793 bis 1801 zum District Commercy. Zudem von 1793 bis 2015 zum Kanton Void-Vacon. Die Gemeinde ist seit 1801 dem Arrondissement Commercy zugeteilt.

## Bevölkerungsentwicklung
| Jahr                       | 1962 | 1968 | 1975 | 1982 | 1990 | 1999 | 2006 | 2011 | 2019 |
| Einwohner                  | 84   | 74   | 57   | 45   | 54   | 62   | 64   | 57   | 57   |
| Quellen: Cassini und INSEE |      |      |      |      |      |      |      |      |      |

## Sehenswürdigkeiten
- Kirche La Nativité-de-la-Bienheureuse-Vierge-Marie (Mariä Geburt)
- Denkmal für die Gefallenen[1]
- Zwei Wegkreuze südlich des Dorfs und an der Rue du Moulin am östlichen Dorfende